# Dōbutsu Orimupikku Taikai
Dōbutsu Orimupikku Taikai (動物オリムピック大会?) è un cortometraggio d'animazione giapponese del 1928, diretto da Yasuji Murata per il suo studio Yokohama Cinema Shōkai.

## Trama
Un leone e una tigre organizzano i Giochi olimpici degli animali, dove le più diverse specie competono nelle discipline sportive. L'orso e la scimmia competono al salto con l'asta, dove è la scimmia a vincere. Tocca poi al lancio del disco, dove l'elefante batte la scimmia. La lepre e il maiale corrono poi i 200 metri ostacoli, e il maiale tenta di vincere la gara gonfiandosi con un palloncino, ma inizia invece a vagare nel cielo. Nel lancio del giavellotto competono nuovamente la scimmia e l'elefante, e quest'ultimo lancia talmente forte il giavellotto da spedirlo in cielo, colpendo il maiale volante e facendolo precipitare a terra. L'ultima gara è i 1500 metri piani, dove a gareggiare sono l'ippopotamo, il cammello, la papera, il bulldog e la scimmia. Questi ultimi due si mettono a litigare e finiscono fuori dalla gara, che viene vinta dalla papera. Alla fine si contano i punti, e a vincere il trofeo è l'elefante, che viene lanciato festosamente in aria da tutti gli animali; l'elefante, cadendo, però, li schiaccia rompendo anche il trofeo.

## Produzione
Il cortometraggio fu ispirato dai Giochi olimpici di Amsterdam del 1928. Murata stesso si occupò della regia e fu anche il responsabile delle animazioni. La sceneggiatura venne scritta da Chūzō Aochi e delle animazioni si occuparono Koji Iida e Yukikiyo Ueno.

## Distribuzione
Il cortometraggio fu ammesso dal Japanese Censorship Board il 4 novembre 1928 e conseguentemente presentato nei cinema giapponesi.